# Wouter Zweers
Pour les articles homonymes, voir Zweers.
 (février 2019).
Si vous disposez d'ouvrages ou d'articles de référence ou si vous connaissez des sites web de qualité traitant du thème abordé ici, merci de compléter l'article en donnant les références utiles à sa vérifiabilité et en les liant à la section « Notes et références ».
Wouter Zweers, né en 1984 à Brummen,, est un acteur néerlandais.

## Filmographie

### Cinéma et téléfilms
- 2004 : Gay : Roderick
- 2006 : Langer licht (nl) : student achter bar
- 2009 : De Storm : jongen in de harmonie
- 2011 : Sonny Boy : als Gerard van Haringen
- 2011 : Een bizarre samenloop van omstandigheden (nl) : Erich Reinhardt
- 2012 : Soegija (en) : Robert
- 2013 : Flikken Maastricht : Toby Eckers
- 2016 : Flikken Rotterdam (nl) : Joost Levie
- 2016 : Zwarte Tulp (nl) : Merijn van Diemen
- 2016 : Goede tijden, slechte tijden : Quinn Streefkerk
- 2016-2017 : Nieuwe Tijden (nl) : Quinn Streefkerk
- 2017 : De mannentester (nl) : Peter
- 2017 : Ghost Corp : Marius
- 2017 : Wage (nl) : Sastromihardjo Van Eldik
- 2018 : Spangas op Zomervakantie (nl) : Tjeerd

## Théâtre
- 2009 : Midzomernachtsdroom
- 2009 : Altijd februari
- 2009 : Half huis
- 2009 : Toneelmomenten
- 2010 : Met Joran aan zee
- 2010 : Late avond idealen
- 2010 : Look Closer
- 2010 : Golden Years
- 2010 : Bladgoud
- 2010 : Het lastigste geval
- 2010 : Sorry
- 2010 : Toon
- 2011 : Wie is er bang voor Virgina Woolf?
- 2011 : Wij vieren
- 2012 : Casthuis - 47 dagen eerlijke ellende
- 2012 : Het blauwe huis
- 2013 : Ontspoord
- 2014 : Anne